# 岩井友見
岩井 友見（いわい ゆみ、1951年5月3日 - ）は、日本の女優、司会者、日本舞踊正派岩井流宗家として十一代目 岩井半四郎（じゅういちだいめ いわい はんしろう）を名乗る。東京都出身。夫は俳優の船戸順。女優の仁科亜季子と仁科幸子は妹。株式会社フジプランニング所属。

## 来歴
1951年、歌舞伎俳優10代目岩井半四郎の長女として東京都に生まれる。1964年、名跡・岩井粂三郎、9代目岩井半四郎 (1945年死去) の岩井家の養女となる。3歳の時に歌舞伎座にて日本舞踊の初舞台を踏む。文化学院英文科に進学。岩井流家元を襲名。以後、時代劇などのテレビドラマ、舞台などで俳優として活動する。
その後、乗馬シーンの撮影中に落馬し、約60日間に及ぶ治療を余儀なくされる。治療の甲斐なく左目を失明し、右目も網膜浮腫と診断された。ただし、左目の義眼化は回避できた。もともと視力が悪かったことが症状発覚を遅らせ悪化させる原因だったという。
その後、復帰作となった舞台で共演した俳優の船戸順と1976年に結婚を果たす。1980年代後半から1990年代前半の約10年間に亘り、興和新薬「キャベジン」のテレビコマーシャルに夫婦で出演し、お茶の間に広く親しまれた。1987年4月からは、ロス疑惑のスキャンダルを機に芸能界を引退した水の江瀧子の後を継ぎ、テレビ朝日のバラエティ番組『独占!女の60分』の2代目司会を担当する。
2012年4月、日本舞踊正派岩井流宗家を継承。2020年5月2日の国立劇場大劇場での披露公演をもって「11代目岩井半四郎」を襲名する予定だったが、新型コロナウイルスの感染拡大を受け、2021年5月3日へと延期された。
なお＂日本舞踊家として＂岩井半四郎を襲名するのは「一代限り」との事。新型コロナウイルスの影響により2回の延期を経て、2021年11月28日襲名披露舞踊公演「岩井会」を開催した。。
海外でも日本舞踊を披露し、国際文化交流に貢献している。

## 主な出演

### テレビドラマ
- ケンチとすみれ（1967年、NHK総合）
- 大河ドラマ（NHK総合）
  - 竜馬がゆく（1968年） - 美以 [7]
  - 篤姫（2008年） - 歌橋
- 俺は用心棒 第2シリーズ 第2話「草笛の鳴る朝」（1969年、NET）
- 銭形平次 （フジテレビ）
  - 第156話「浮世教え唄」（1969年） - お加代
  - 第234話「友切り左文字」（1970年） - お三輪
  - 第399話「父の秘密」（1972年） - 七重
  - 第552話「包丁がらす」（1976年） - お蝶
  - 第644話「にせ平次奮戦記」（1978年） - おかつ
- 右門捕物帖 第7話「無礼討ち」（1969年、NTV）
- あゝ忠臣蔵（1969年、関西テレビ） - 瑤泉院の側近・おてる
- 女殺し屋 花笠お竜 第11話「女のがまん鬼より怖い」（1969年、12ch）
- ナショナル劇場（TBS）
  - 水戸黄門
    - 第1部 - 第4部、第6部 （1969年 - 1973年、1975年） - 深雪
    - 第1部 第15話「わしは天下の風呂番だ -今治-」（1969年11月10日） - お糸
    - 第6部 第9話「偽黄門さまの助太刀 -福岡-」（1975年5月26日） - お糸
    - 第8部 第13話「芝居になった漫遊記 -伊勢-」（1977年10月10日） - お照

  - 大岡越前（C.A.L）
    - 第1部 第17話「幽霊小町」（1970年7月6日） - お京
    - 第9部 第20話「見えぬ目が見た真犯人」（1986年3月10日） - 桔梗

  - 江戸を斬る 梓右近隠密帳 第20話「将軍家謀殺」（1974年2月11日、C.A.L） - 河村志保
- 大坂城の女（1970年、関西テレビ）-　美和（石田三成の娘）
- ゴールドアイ（1970年、日本テレビ） - 岩崎友子
- 青春太閤記 いまにみておれ!（1970年、日本テレビ） - お市の方
- 新三匹の侍 第3話「狂い斬り闇を裂く」（1970年、フジテレビ） - 市川のぞみ
- 千葉周作 剣道まっしぐら（1970年 - 1971年、TBS）- 綾
- 柳生十兵衛 第26話「艶笑女人の里」（1971年、フジテレビ） - 千草
- 徳川おんな絵巻 第34話「母恋い三度笠」、第35話「涙の祭り囃子」（1971年、関西テレビ）- 小雪
- 人形佐七捕物帳 第19話「女虚無僧」（1971年、NET） - お早
- 絵島生島（1971年、テレビ東京）- うつ
- 一心太助 第2話「謎の伊勢屋敷」（1971年、フジテレビ） - 琴江
- 大いなる旅路（1972年、日本テレビ）
- 荒野の素浪人 第11話「決闘 傷だらけの必殺剣」（1972年、NET） - お京
- 大江戸捜査網（東京12チャンネル・三船プロ）
  - 第126話「十手と十字架」（1974年） - おとき
  - 第488話「地獄からもどった用心棒」（1981年） - おかよ
- 伝七捕物帳 （日本テレビ）
  - 第68話「十手にかけた男の意気地」（1975年） - おつね
  - 第155話「情けの新内流し」（1977年） - おしな
- お耳役秘帳 第20話「伝馬町心中」（1976年、関西テレビ） - お里
- 遠山の金さん 第1シリーズ 第55話 「背信」（NET、1976年） - おさわ（沢千代）
- 桃太郎侍 （日本テレビ）
  - 第3話「大名屋敷に鬼二匹」（1976年）
  - 第251話「昔も今もひとり花」（1981年）
- お手々つないで（1977年 - 1978年、NBN・ANB・ABC・HTB・KHB・KSB・UHT・KBC） - カネ子
- 新五捕物帳（日本テレビ） 
  - 第26話 「露の涙に春が来る」（1978年） - お久
  - 第90話 「心中情けの真心」（1979年） - お勢
- 新・座頭市 第3シリーズ 第14話「あんま志願」（1979年、フジテレビ）
- 必殺仕事人（ABC / 松竹）
  - 第24話「冥土へ道連れを送れるか?」（1979年） - 菊千代
  - 第64話「崩し技 真偽友禅染め落し」（1980年） - お梶
- 日本名作怪談劇場 第2話「怪談 大奥(秘)不開の間」（1979年、東京12チャンネル） - お妙、滝山
- 斬り捨て御免!（1980年 - 1981年、テレビ東京） - はつね
- ゆるしません!（1980年、関西テレビ） - 吉沢玲子
- 服部半蔵 影の軍団 第14話「将軍蒸発！女狐の陰謀」（1980年、KTV）-お楽の方
- ザ・ハングマン 第13話「女ハングマン暁に死す」（1981年、朝日放送・松竹芸能） - 宇津木涼子
- 闇を斬れ 第1話「桜が呼んだ死人たち」（1981年、関西テレビ・松竹） - 峰子
- 江戸の用心棒 第18話「浮気の現場」（1981年、フジテレビ・東宝・映像京都）
- 海にかける虹〜山本五十六と日本海軍（1983年、テレビ東京・東映） - 古川敏子
- 遠山の金さん 第1シリーズ（テレビ朝日・東映）
  - 第26話「お奉行に惚れた女賭博師!」（1982年） - お銀
  - 第59話「潜入! 魔のめじろ御殿の女」（1983年） - お夏
- 大奥 第30話「ある夜の美女軍団」（1983年、関西テレビ）- お久良
- 眠狂四郎無頼控 第19話 「毒牙を隠した花嫁」(1983年、テレビ東京)  - おくに
- 火曜サスペンス劇場（日本テレビ）
  - 車内禁煙殺人事件（1984年）
  - 非行少年「男と女の皮肉な再会!16年前の過去が少年を殺す」（1985年） - 中出美代子[8]
- 禁じられたマリコ（1985年、TBS）
- 風雲江戸城 怒涛の将軍徳川家光 第6話「慶安の嵐 捨て身の大勝負」（1987年、テレビ東京） - お弘
- 華の嵐（1988年、東海テレビ・泉放送制作） - 大森タカ
- 水曜グランドロマン / ハラスのいた日々（1989年、日本テレビ）
- 土曜ワイド劇場 / 津軽海峡をわたる女（1994年、テレビ朝日）
- 女と愛とミステリー （テレビ東京）
  - 小池真理子の鍵老人（2001年）
  - 黄金の犬（2001年） - 吉永輝子
- ハイビジョン特集 ただ一人、「おい」と呼べる君へ 〜城山三郎 亡き妻への遺稿〜（2008年、NHK-BSハイビジョン） - 城山容子

### 映画
- 秘剣破り（1969年、大映） - 千春
- 日本残侠伝（1969年、日活） - 弘子

### 情報・バラエティ番組
- 独占!女の60分（テレビ朝日） - 2代目司会。平日枠に移転（『お昼の独占!女の60分』）後も司会を担当。
- 友見と順の今夜に乾杯（1988年、テレビ東京） - 夫・船戸順とのダブル司会
- あいたくて旅気分!（1988年、テレビ朝日） - 司会
- 朝からJOきげん（1992年、テレビ朝日） - 司会
- 日本の伝統芸能（1996年、テレビ朝日） - 司会
- いい旅・夢気分（テレビ東京） - 夫・船戸順と共に夫婦旅をすることが多い。
- スター爆笑Q&A（1990年12月17日、日本テレビ）

### CM
- キャベジン・コーワ（興和）
- パールトーン
- 皇潤（エバーライフ）
- えがおのブルーベリー（えがお）

## 著書
- 『花吹雪 岩井半四郎一家』（1991年、扶桑社） ISBN 978-4594007423
- 『光ある場所へ 57年目のラブレター』（2007年、講談社） ISBN 978-4062143745